# St. Nicolai (Bad Blankenburg)

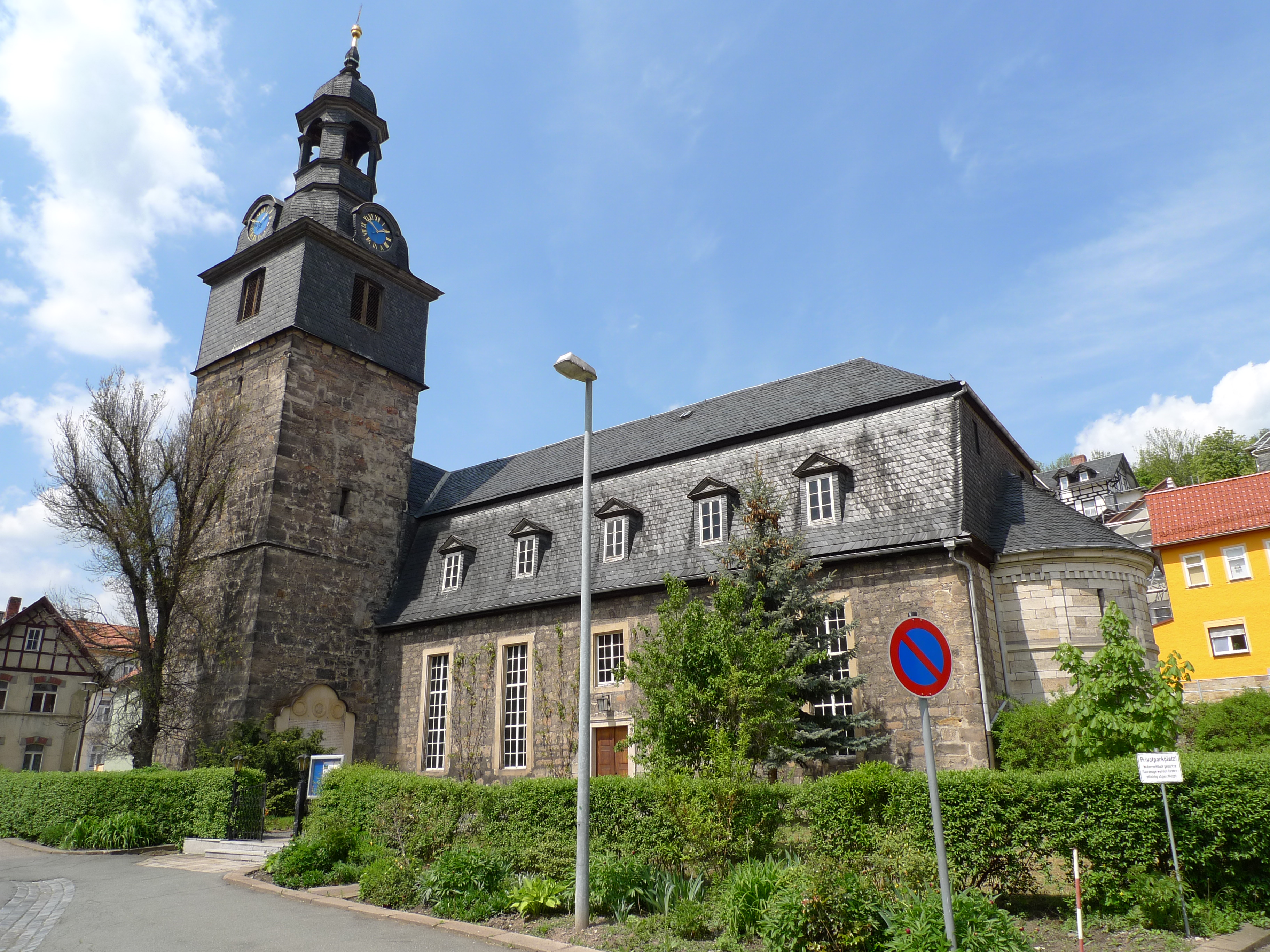
Die Kirche

Die evangelische Stadtkirche St. Nikolai befindet sich in der Stadt Bad Blankenburg im Landkreis Saalfeld-Rudolstadt in Thüringen.

## Lage
Das Gotteshaus liegt an der Ostseite des Marktes im Tal der Rinne und Schwarza unterhalb der Burg Greifenstein. Südlich beginnen nach der Stadtgrenze die bewaldeten Anhöhen des Thüringer Waldes.

## Geschichte

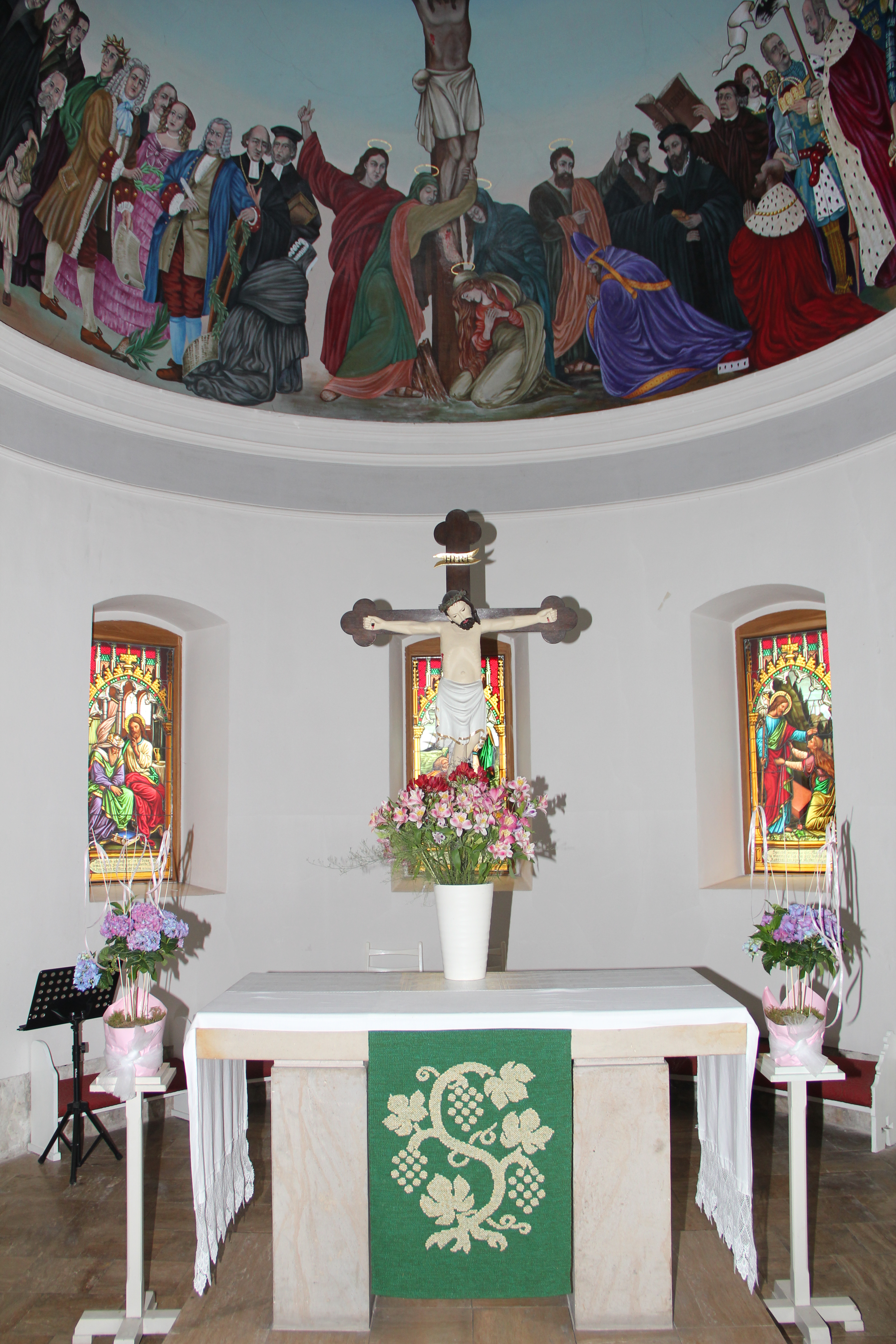
Innenansicht der Nikolaikirche in Bad Blankenburg

Die Ursprünge von St. Nicolai gehen auf das Mittelalter zurück. 1196 wurde erstmalig ein Kaplan auf der Blankenburg bezeugt. 1267 wurde erstmals „Pleban (= Ortspfarrer) Conradus de Blankinberg“ erwähnt. Blankenburg als Stadt ist 1323 erstmals urkundlich bezeugt; für die erste Stadtkirche ist der Name „Unserer lieben Frau“ belegt. Eine lateinische Inschrift auf der Südseite des Turmes belegt, dass der Grundstein für den Turm 1385 gelegt wurde: „Dieser Bau des Turmes ist angefangen im Jahre des Herrn 1385 am Festtage des Fronleichnamstages.“ 1492 wurde ein dreiflügeliger Marienaltar gestiftet, der allerdings dem Brand von 1744 zum Opfer fiel.
1533, mit der Einführung der Reformation, wurde die Kirche evangelisch. Valentin Seitzsch war erster evangelischer Pfarrer. 1571 begann man mit der Führung der Blankenburger Kirchenbücher. 1640 wurde die Kirche durch schwedische Truppen geplündert. Der damalige Mesner Meurer wurde gefoltert und starb, weil er das Turmversteck zweier gotischer Kelche nicht verraten wollte. Die Kelche werden noch heute verwendet.
1744 brannten in Blankenburg 165 der 179 Häuser, das Rathaus und die Kirche bis auf das Turmuntergeschoß ab. Für eine neue Kirche wurde am 10. Mai 1747 der Grundstein gelegt; ein erster Gottesdienst fand am 12. Oktober 1749 in der rohbaufertigen neuen Kirche statt. 1759 wurde der Kirchturm vollendet, in dem drei neue Glocken aufgehängt wurden. 1802 wurde der alte Friedhof um die Kirche eingeebnet.
Von 1832 bis 1870 war Blankenburg Sitz einer Superintendentur. 1886 wurde das Kirchengebäude runderneuert, so wurde eine Apsis angebaut. Edmund Herger aus Remda schuf das Bild in der Apsis und das Auferstehungsbild über dem Triumphbogen. Aus dieser Zeit stammt auch die Kanzel im Neurenaissance-Stil, Taufstein und ein Altar, der ebenso wie das Auferstehungsbild im Jahre 1976 jedoch wieder entfernt wurde. 1917 wurden die zwei kleineren Glocken von 1759 abgenommen und zur Gewinnung von Geschützmetall für den Ersten Weltkrieg zerschlagen. 1923 wurden zwei Ersatzglocken aus Klangstahl beschafft.
1933 wurde des Innere der Kirche erneut renoviert und am 31. Oktober (Kirchweihtag) wieder geweiht. 1934 wurde eine Niederdruckdampfheizung eingebaut. 1936 folgte der Anbau der Sakristei. 1942 wurde wieder eine Glocke für Kriegszwecke abgenommen, diesmal die große Glocke aus Bronze von 1759. Diese wurde aber nicht eingeschmolzen und konnte 1950 von einem Glockenlager bei Hamburg wieder zurückgeholt werden. 1959 baute die Firma Kirchner aus Weimar die Kleinorgel vorn ins Kirchenschiff, welche vor allem für Kirchenmusik und für Gottesdienste mit Kinderchor und Flötenkreis genutzt wird. 1961 wurde der Kirchengemeinde vom Museum Heidecksburg aus dem Magazinbestand des Museums ein spätgotisches Kruzifix überlassen.
1975/1976 wurde das Innere der Kirche in den Farben des 18. Jahrhunderts restauriert. Dabei wurde der Altarraum verändert: Das gotische Kruzifix über der Kanzel wurde als Altarkreuz aufgehängt, der Neurenaissance-Altar von 1886 durch einen schlichten neuen ersetzt, die Wandbilder von 1886 wurden übermalt, die farbigen Apsisfenster zugemauert. (Die Fenster wurden später restauriert und im Gemeindehaus eingesetzt.) Die Hauptorgel wurde erneuert, 1977 auch die Kleinorgel umgebaut.
1997 feierte St. Nicolai sein 250-jähriges Kirchenjubiläum. Die Altarraum-Erneuerung von 1975 bis 1976 wurde dabei teilweise rückgängig gemacht: Das Apsisbild wurde wieder freigelegt und erneuert und die Farbglasfenster wieder eingesetzt. Hergers Auferstehungsbild wurde allerdings nicht wiederhergestellt, und der Neurenaissance-Altar von 1886 ist nicht mehr auffindbar.
2000 wurde die Heizung in der Kirche erneuert, 2008 folgte die Reparatur und Erneuerung der Glockenanlage. Auch das in der Nähe gelegene Pfarrhaus wurde in den 2000er Jahren saniert. Eine Grundsanierung der Kirche wurde im Jahr 2018 begonnen, dazu wurde 2016 bereits ein Kirchenbauverein gegründet. Saniert wurden der Turm, das Dach, die Türen und Fenster, die Elektroinstallation sowie das gesamte Mauerwerk, auch wurden zwei Glocken erneuert. Malerarbeiten im Innenraum und eine Erneuerung der Orgel sind ebenfalls Teil des Sanierungsprogramms. Der Bund fördert die Sanierung der Orgel mit 45.000 Euro.

## Gebäude
Der quadratische dreigeschossige Turm mit seiner Schweifkuppel beherbergt drei Glocken aus den Jahren 1758/59 vom Rudolstädter Meister Johann Mayer. Apsis und Sakristei wurden 1886 angefügt. Das hölzerne Tonnengewölbe des Saales ist verputzt. Das obere der zwei Emporengeschosse beherbergt an der Westwand die Orgel der Gebrüder Wagner aus Schmiedefeld aus dem Jahre 1753 mit 21 Registern auf zwei Manualen und Pedal. Das Altarkreuz aus dem Jahr 1500 stammt aus der Heidecksburg in Rudolstadt.

Interior St. Nicolai
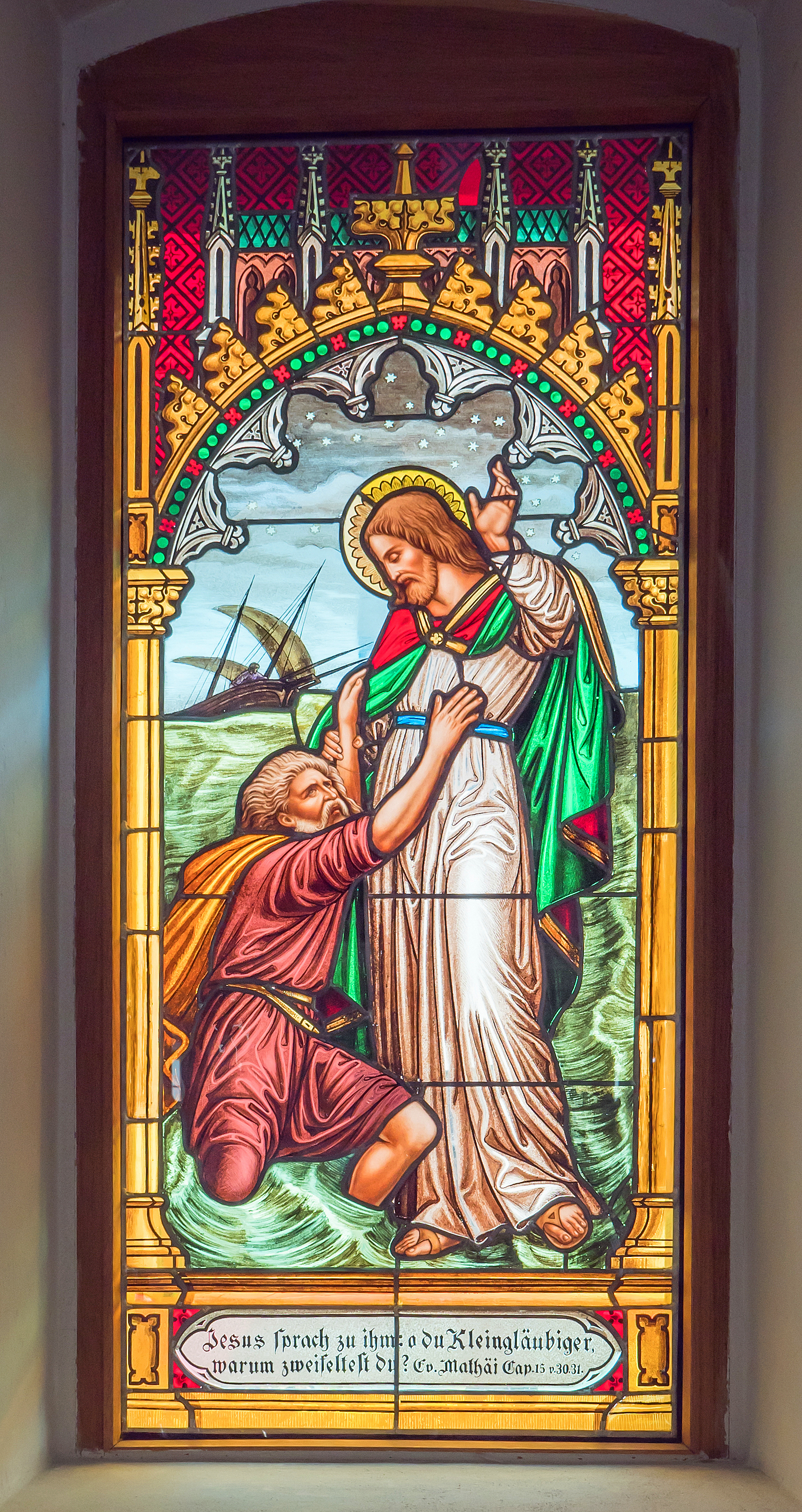
Bleiglasfenster in der Apsis
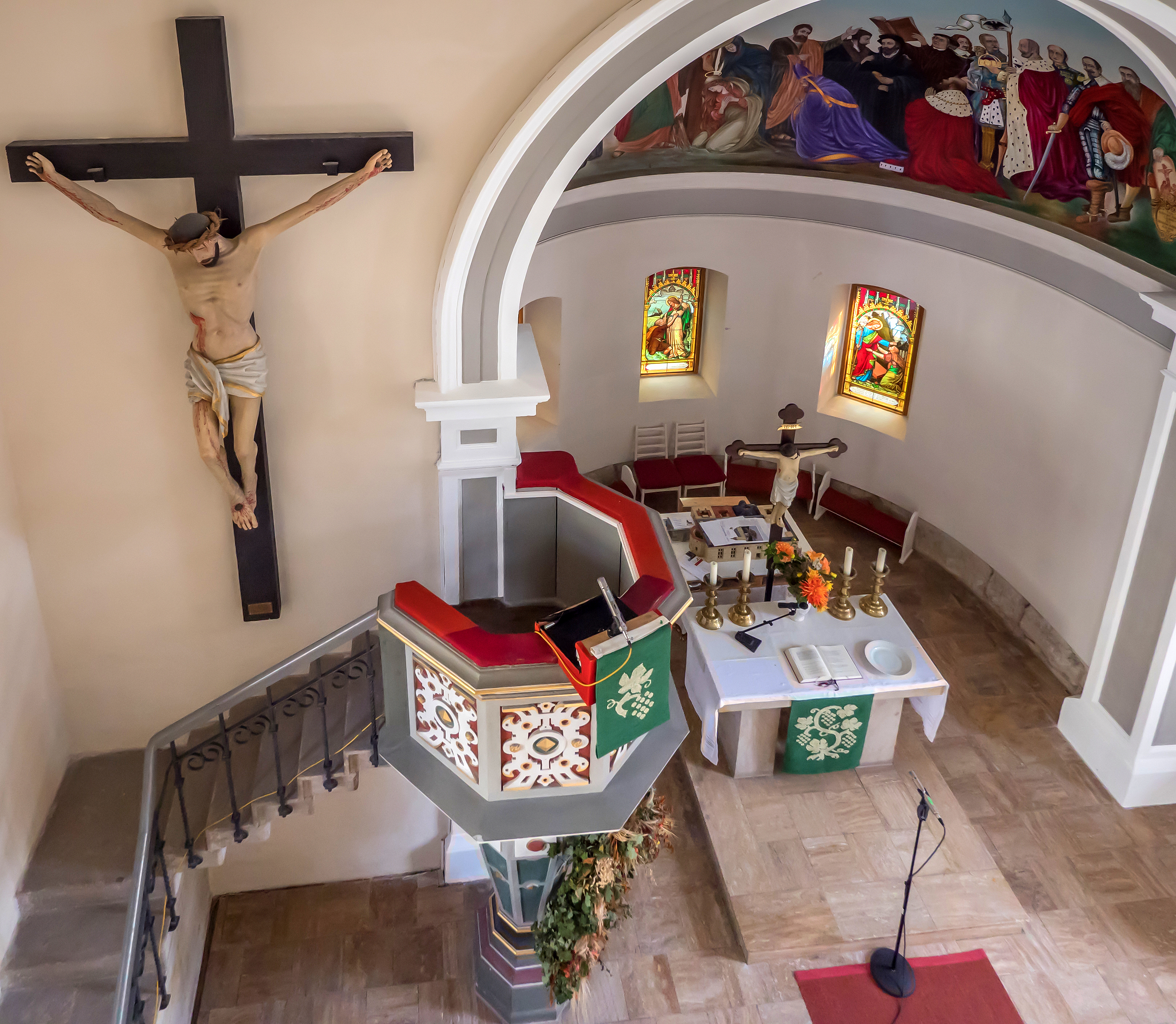
Blick auf Kanzel und Apsis
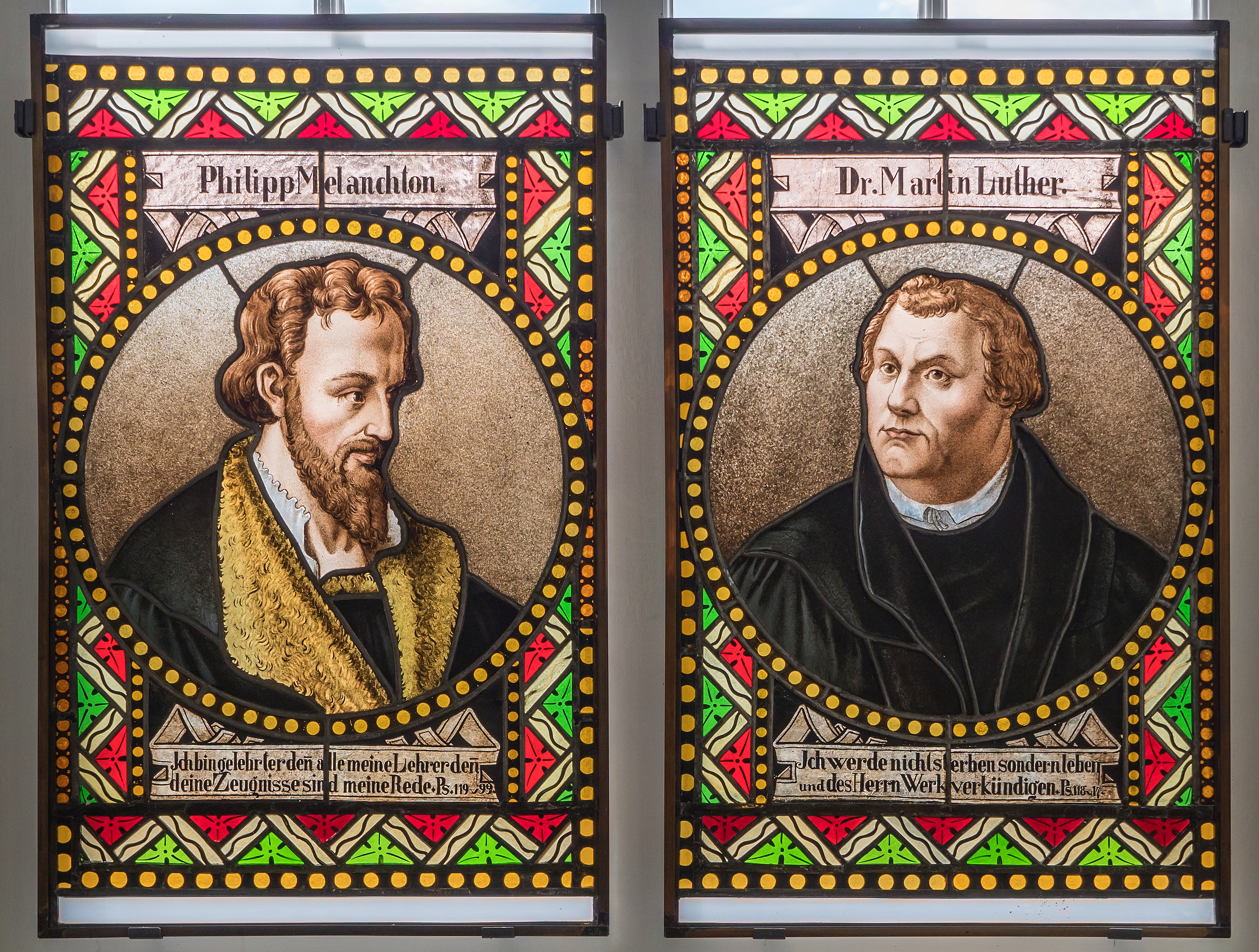
Bleiglasfenster Philipp Melanchthon und Dr. Martin Luther
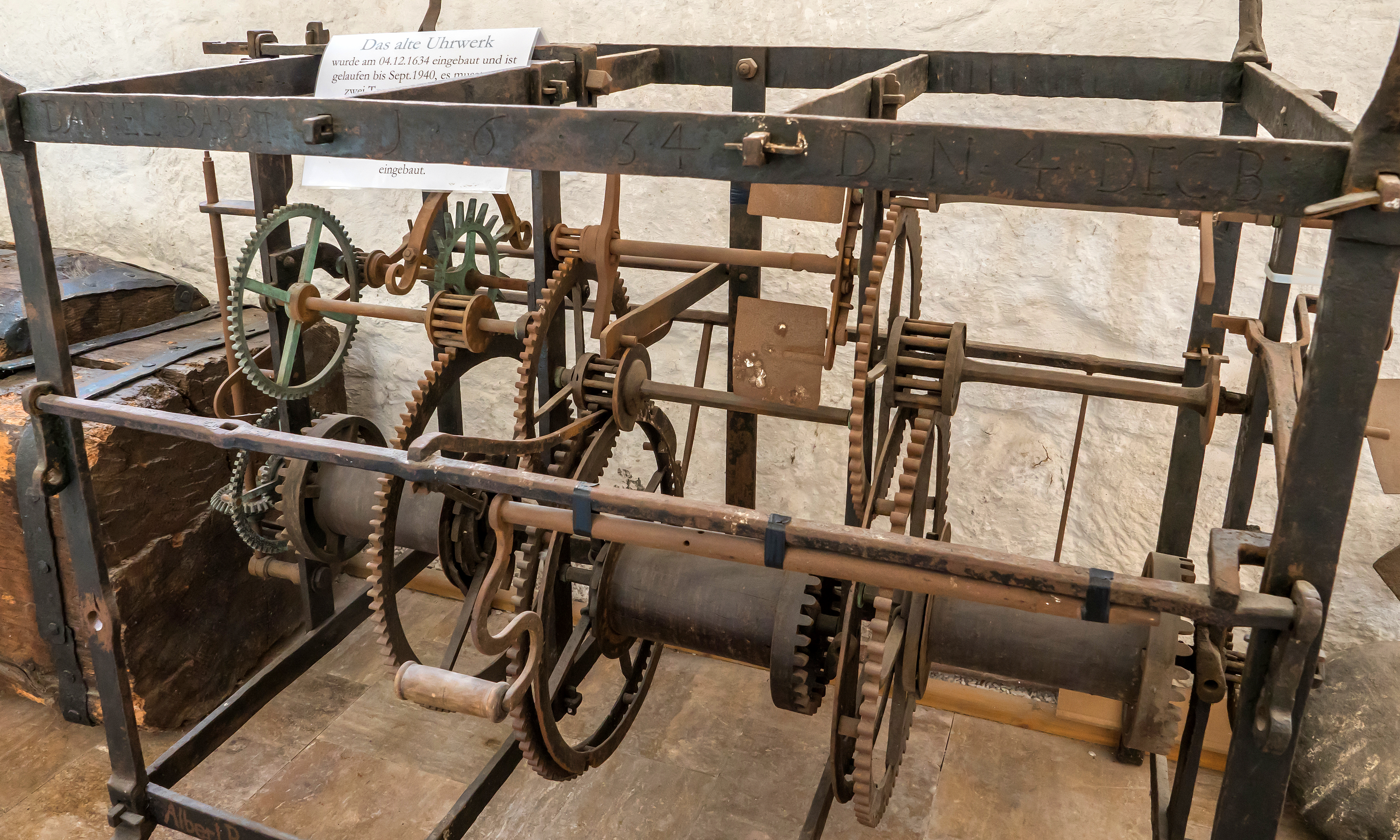
Uhrwerk von 1634
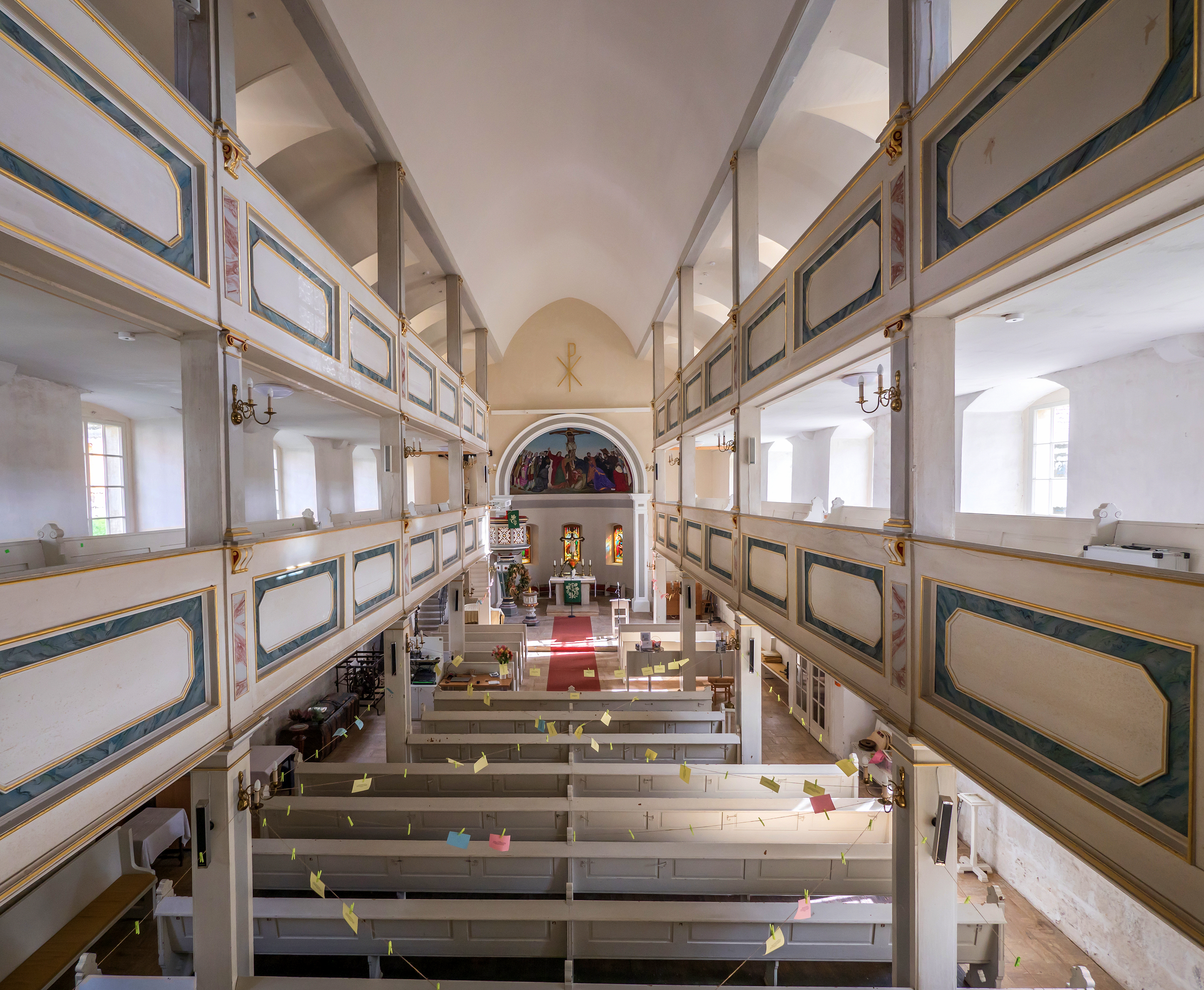
Kirchenschiff von der Empore
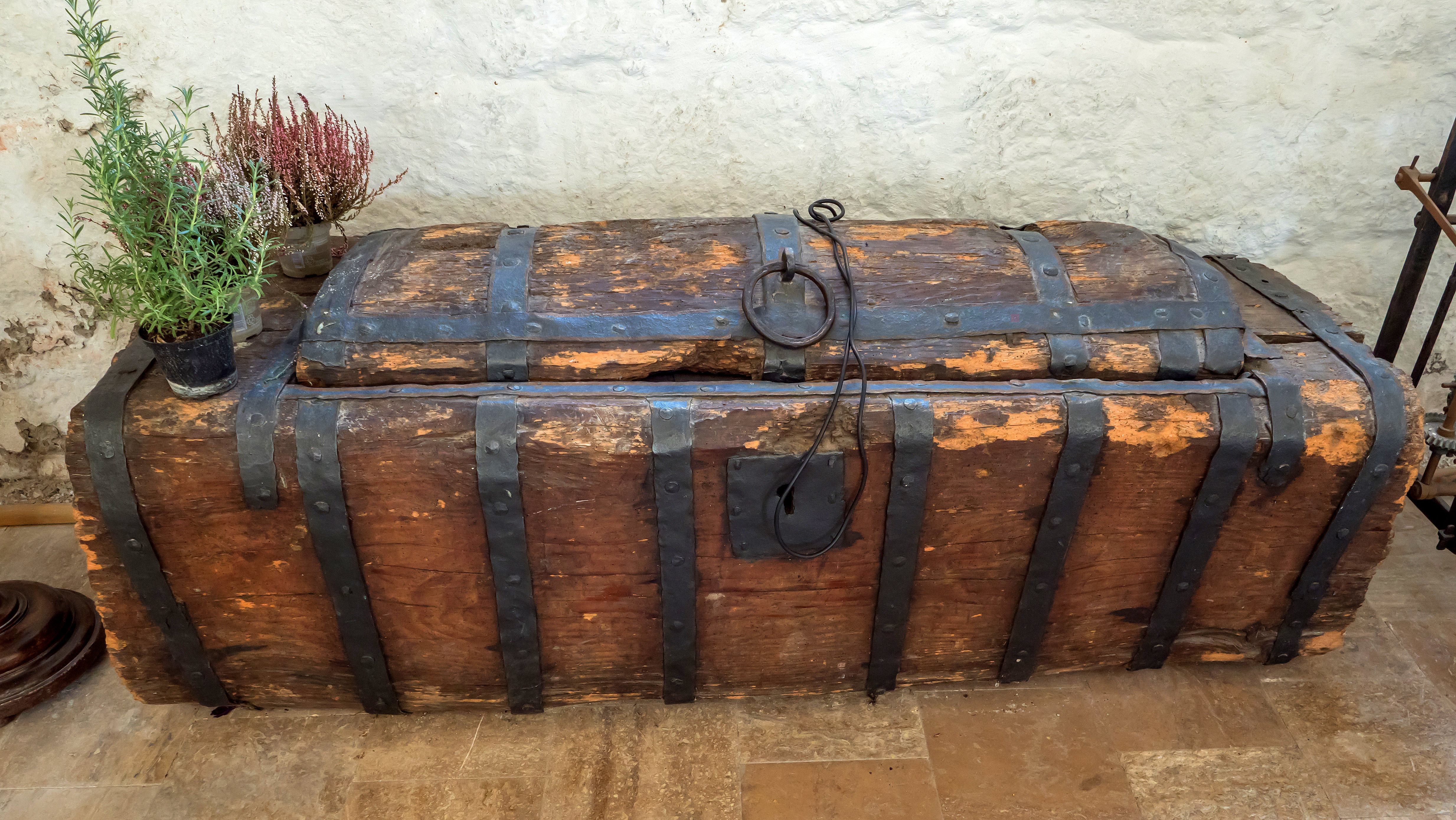
Einbaumtruhe um 1323

## Innenausstattung
Das Apsisbild im Stil der Nazarener zeigt die Kreuzigung Christi mit Johannes und den drei Marien in Gesellschaft von Königen, Fürsten, deren Frauen, Geistlichen und anderen Honoratioren. Das Bild von 1886 wurde 1975 überstrichen und 1997 wieder freigelegt.
Die Bleiglasfenster stammen aus dem 19. Jahrhundert; gotisches Kruzifix, Einbaumtruhe um 1323.

### Orgel
Die in den Jahren 1753 bis 1755 eingebaute Orgel von Johann Michael Wagner, Schmiedefeld wurde 1938 abgebaut und durch eine neue Orgel im alten Gehäuse von Gustav Heinze aus Sorau ersetzt. Diese verfügt über 21 Register auf zwei Manualen und Pedal.